# Héloïse

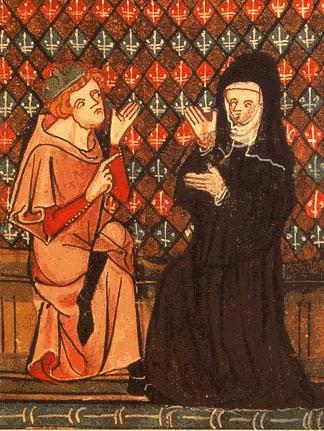
Abaelardus en Heloïse in het 14e-eeuwse manuscript Roman de la Rose

Héloïse (ca. 1100 – Ferreux-Quincey, 16 mei 1164) was een Franse abdis die vooral bekend is om haar liefdescorrespondentie met de theoloog Petrus Abaelardus. 
Héloïse was wellicht de buitenechtelijke dochter van Hersint van Champagne, vrouwe van Montsoreau en oprichtster van de abdij van Fontevraud, met de seneschalk van Frankrijk, Gilbert van Garlande. Meestal wordt aangenomen dat ze geboren is omstreeks het jaar 1100, maar Clanchy meent door een brief van Petrus Venerabilis, waarin hij vermeldt dat Héloïse reeds bekend is tijdens zijn jeugd, dat Héloïse ouder dan Petrus moet zijn en dus omstreeks 1090 werd geboren. Dit is een belangrijk verschil inzake de relatie tussen Héloïse en Petrus Abaelardus aangezien ze door de geboortedatum van Clanchy geen tienerbruid zou zijn zoals in de meeste andere biografieën wordt aangeduid. Hoewel in de Historia Calamitatum' verwezen wordt naar haar ouders, is ze waarschijnlijk een (halve) wees of de dochter van een ongehuwde moeder, Heresindis.
Ze leerde Latijn, Grieks en Hebreeuws van de nonnen van Argenteuil. Ze trok omstreeks 1117 in bij haar oom Fulbertus, die voor haar het onderricht door Abélard regelde. Ze kreeg van hem meer onderricht in de liefde dan in literatuur en filosofie. Nadat ze in Le Pallet, het geboortedorp van Abélard, was bevallen van haar zoon Astralabe en ze, naar de wil van haar oom, in het geheim was getrouwd met Abélard, trad ze in het klooster van Argenteuil. Daar werkte ze zich op tot priorin, maar ze werd in de jaren 1120 wegens samen met haar zusters uit het klooster gezet.
Abélard bood haar de Abdij van Le Paraclet nabij Nogent-sur-Seine aan, waar ze in 1129 opnieuw priorin werd en in 1136 abdis. Over haar verblijf in Le Paraclet is nauwelijks iets bekend. Ze stierf op 16 mei 1164 en werd naast Abaelardus begraven. In de 19e eeuw werd haar stoffelijk overschot waarschijnlijk herbegraven op het Cimetière du Père-Lachaise te Parijs. 